# Luisa Sanfelice

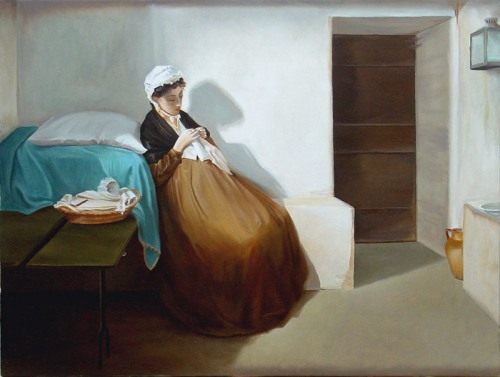
Luisa Sanfelice in carcere (1874) dipinto di Gioacchino Toma, Napoli, Museo di Capodimonte.

Maria Luisa Sanfelice dei Duchi di Agropoli e Lauriano, nota anche come Luigia Sanfelice (Napoli, 28 febbraio 1764 – Napoli, 11 settembre 1800) è stata una nobildonna italiana, originaria dell'allora Regno di Napoli, coinvolta nelle vicende della Repubblica Napoletana. È la protagonista del romanzo La Sanfelice di Alexandre Dumas.

## Biografia

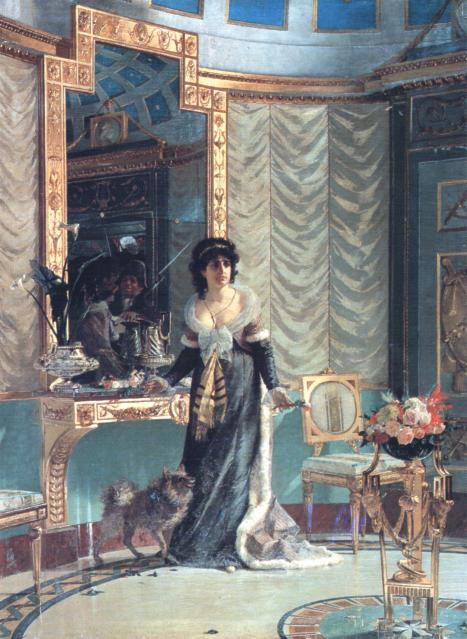
L'arresto di Luisa Sanfelice, dipinto di Modesto Faustini

Nata Maria Luisa Fortunata de Molina, era figlia di don Pedro de Molina, generale borbonico di origine spagnola, e di Camilla Salinero. Divenne "la Sanfelice" a diciassette anni, dopo il matrimonio con il nobile napoletano Andrea Sanfelice, suo cugino, giovane vanaglorioso e senza mezzi. Il matrimonio non le conferì nessun titolo; infatti, il marito era solo cugino del duca di Lauriano (oggi Laureana Cilento) e Agropoli. La loro vita a Napoli fu a tal punto scandalosa, per debiti e gioco, che, dietro supplica della madre di lei, la Corte decise di mandarli nel paesino di Laureana, sottraendo loro i tre figli, mandati in convento, e affidandone i beni ad un amministratore. 
Vivendo nel fondo Sanfelice ad Agropoli, la loro vita di dissipazione e di scandali continuò: la Corte provvide allora a trasferire Andrea in convento a Nocera e Luisa in un conservatorio (monastero di rieducazione) a Montecorvino Rovella; nel '94 tornarono a Napoli, ma nel '97 Andrea fu colpito da un mandato di cattura emesso dalla Vicarìa per debiti; in seguito Andrea fece delle scelte filoborboniche e i due furono riammessi a Corte. In seguito all'invasione francese del 1799 e alla costituzione della Repubblica Partenopea, nacque una cospirazione filoborbonica tesa a rovesciare la Repubblica, guidata da una famiglia di banchieri di origine svizzera, i Baker (o Baccher); la Sanfelice che, non essendo giacobina, frequentava sia gli ambienti filorepubblicani che quelli monarchici, ne venne a conoscenza.

A Gerardo Baccher, ufficiale dell'esercito regio, innamorato di lei (seppur non ricambiato), la Sanfelice, per essere protetta dalle conseguenze della congiura, chiese un salvacondotto che poi consegnò al suo amante, Ferdinando Ferri, ufficiale della Repubblica che, venuto a conoscenza dell'esistenza del complotto, ne denunciò la trama all'amico Vincenzo Cuoco e ai componenti del Comitato di Salute Pubblica, permettendo così che venisse sventato. Scrive, infatti, Benedetto Croce in Luisa Sanfelice e la congiura dei Baccher:
«Mentre a Napoli il suo nome era circondato da tanti serti di lodi fiorite, c’era, a Palermo un altro che, in istile ben diverso, lo metteva in iscritto in sua lettera: re Ferdinando che, nell’inviare al cardinale Ruffo la lista delle persone da fare arrestare e giudicare al suo ritorno di pochi ma scelti ministri sicuri, includeva una certa Luisa Molines Sanfelice ed un tal Vincenzo Cuoco, che scoprirono la controrivoluzione dei realisti, alla testa della quale erano i Baccher padre e figlio».
Molti membri della congiura furono arrestati e condannati a morte mentre la repubblica si avviava alla fine. Un'altra celebre futura vittima del patibolo dell'imminente restaurazione monarchica, Eleonora Pimentel Fonseca, contribuì involontariamente ad attirare l'attenzione dei borbonici sulla giovane, pubblicando, nel suo Monitore Napoletano, un elogio della Sanfelice, come novella Lucrezia, quale principale artefice del fallimento della cospirazione contro la repubblica. Ella scriveva: 
«Una nostra egregia concittadina, Luisa Molina Sanfelice svelò venerdì sera al governo la cospirazione di pochi non più scellerati che mentecatti. [...] La nostra Repubblica non deve trascurare di eternare il fatto ed il nome di questa illustre cittadina. Essa superiore alla sua gloria ne invita premurosamente di far pubblico chi ugualmente come lei è benemerito della patria in questa scoperta: il cittadino Vincenzo Cuoco»
I Baccher furono fucilati in gran fretta nel cortile di Castel Nuovo il 13 giugno 1799, giorno della capitolazione della repubblica di fronte all'armata sanfedista comandata dal cardinale Fabrizio Ruffo.
Il re Ferdinando non perdonò a Luisa Sanfelice di aver collaborato coi repubblicani e, una volta tornato al potere, la fece condannare a morte. L'esecuzione della sentenza fu rimandata più volte, perché la Sanfelice si dichiarò incinta, gravidanza confermata da due medici. Nel 1800 venne concesso un indulto, che però non era applicabile alle sentenze già passate in giudicato: nel contempo, il re, sempre più infastidito dalle proporzioni che prendeva il caso, dispose il trasferimento della Sanfelice a Palermo, dove una commissione medica escluse la gravidanza.
Luisa Sanfelice venne giustiziata pochi giorni dopo, l'11 settembre 1800, tra la commiserazione generale: l'accanimento reale nel volere a tutti i costi quella esecuzione apparve una vendetta consumata a freddo. Della vicenda trattò anche il vicentino Andrea Modulo, già rappresentante del Comitato di Reggio (rif. Garibaldi e Cavour - Lettera di Guerrazzi - Genova 1860) nel celebre scritto Luisa Sanfelice: episodio storico della rivoluzione italiana narrato dal dott. Andrea Modulo. Le altre persone coinvolte nella repressione della congiura dei Baccher, Vincenzo Cuoco e Ferdinando Ferri, se la cavarono con l'esilio da Napoli (il secondo poté persino entrare anni dopo nel ministero sotto Ferdinando II delle Due Sicilie). Secondo Pietro Colletta, la nuora del re Ferdinando, avuto un bambino pochi giorni prima dell'esecuzione capitale, avrebbe chiesto, al posto delle tradizionali tre grazie, soltanto che si risparmiasse la vita alla sventurata donna, ricevendone però un rifiuto e cadendo a sua volta in disgrazia.

## Luisa Sanfelice nelle arti figurative
La tragica vicenda della Sanfelice fu soggetto di vari quadri di genere storico-patriottico nell'800, come la tela di Modesto Faustini L'arresto di Luisa Sanfelice e soprattutto le opere di Gioacchino Toma: La Sanfelice condotta al carcere di Palermo (1855), La cella della Sanfelice (1876 ca.), e le due versioni di Luisa Sanfelice in carcere (quella del 1874 al Museo di Capodimonte a Napoli e quella del 1877 alla Galleria nazionale d'arte moderna e contemporanea di Roma) considerate tra i capolavori dell'Ottocento italiano.

## Filmografia su Luisa Sanfelice
- Luisa Sanfelice, di Leo Menardi (1942)
- Luisa Sanfelice, miniserie televisiva di Leonardo Cortese (1966)
- Luisa Sanfelice miniserie televisiva di Paolo e Vittorio Taviani (2004)